# Rete celere di Berna
La rete celere di Berna (in tedesco S-Bahn Bern) è un sistema di trasporto pubblico locale per la città di Berna e la regione circostante, in Svizzera. Con circa 100.000 passeggeri al giorno effettua una grossa fetta del trasporto pubblico dell'agglomerazione di Berna.

## Storia
La rete celere di Berna inizia formalmente nel 1995, operando da Schwarzenburg a Trubschachen. In questo momento si è iniziato a numerare i treni regionali.
Già dal 1974, tuttavia, la RBS offre un servizio cadenzato di tipo S-Bahn e dal 1987 è in funzione una linea diametrale da Thun a Laupen e Friburgo.
Nel 1995 è entrata il servizio la seconda linea diametrale (S2: Schwarzenburg–Trubschachen). L'ampliamento successivo è avvenuto nel 1998, quando è entrata in servizio la linea S3 Bienne−Belp e la S4/S44 Berna Bümpliz Nord−Burgdorf e oltre. Oltre a questo anche le altre linee regionali a scartamento normale sono state numerate in S33, S5, S51 e S55. Dal cambio orario nel dicembre 2004 anche le linee a scartamento ridotto della RBS sono state integrate nella numerazione S-Bahn con i numeri S7, S8 e S9. Al cambio orario nel 2008 le linee sono state modificate, le S11, S22 e S33 sono sparite e la S52 e la S6 sono state introdotte.

## Linee
La rete celere di Berna consiste delle seguenti linee:
Gestite da BLS:
- S1 Friburgo - Berna - Thun
- S2 Laupen - Berna - Langnau
- S3 Bienne - Berna - Belp
- S31 (Bienne -) Münchenbuchsee - Berna - Belp
- S4 Langnau - Berna - Thun
- S44 Sumiswald-Grünen / Soletta - Berna - Thun
- S5 Neuchâtel / (Payerne -) Morat - Berna
- S51 Bern Brünnen Westside - Berna
- S52 (Neuchâtel - ) Kerzers - Berna
- S6 Schwarzenburg - Berna

Gestite da RBS:
- S7 Berna - Worb Dorf
- S8 Berna - Jegenstorf (- Soletta)
- S9 Berna - Unterzollikofen